# Тетрахорд
Тетрахо́рд (др.-греч. τετράχορδον, букв. четырёхструнник, от τετρά-, в сложных словах — четыре и χορδή — струна; лат. tetrachordum) — четырёхступенный звукоряд в диапазоне кварты.

## Общая характеристика
Тетрахорд лежал в основе всех древнегреческих звукорядов, вплоть до двухоктавной Полной системы. Краевые (неподвижные) тоны тетрахорда называются гестотами, средние (перестраивающиеся в зависимости от рода мелоса) — кинуменами.
В классической нотации основные (родовые) разновидности тетрахордов можно условно представить так:

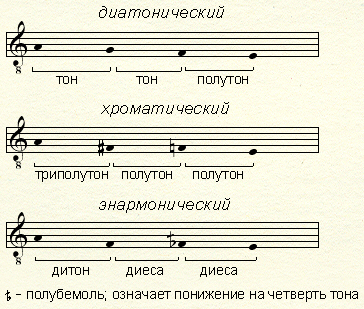

Альтернативный способ записи тех же тетрахордов:

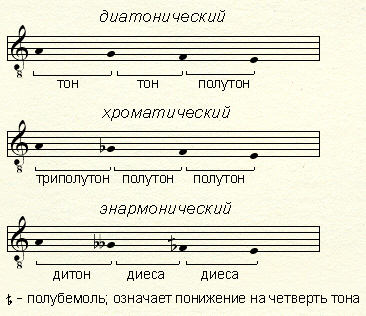

Принципиальный недостаток обоих примеров тетрахордов, записанных в традиции 5-линейной круглой нотации, заключается в том, что ступени тетрахордов (звукорядные, или модальные, функции) вынужденно отображаются в них как альтерация неких базовых ступеней (на что указывают знаки повышения и понижения — диезы и бемоли), в то время как каждая ступень античного тетрахорда представляет собой отдельную модальную (звукорядную) функцию внутри определённого рода мелоса. Например, функция, которую «символизирует» нота g во всех описанных тетрахордах (второй нотный пример), называется лихана средних, высотное положение которой в трёх родах различно, но не потому что лихана перестраивается (альтерируется) по ходу развёртывания лада (как, например, альтерируется ступень мажорного звукоряда в фортепианных пьесах Ф. Мендельсона и Ф. Листа), а потому что лихана настраивается («технически» перестраивается) в зависимости от избираемого музыкантом рода мелоса.
Тетрахорд — важнейший конструктивный элемент модальных ладов, как на Западе, так и на Востоке. Октавные ладовые звукоряды («гармонии», «тоны») античная и средневековая ладовые теории представляли как сцепление структурных разновидностей, так называемых «видов» (др.-греч. εἶδη, σχήματα, лат. species) первых консонансов — кварты и квинты (см. Вид консонанса). Ладовые звукоряды макамо-мугамной традиции также (от средневековых арабских и персидских авторов вплоть до Узеира Гаджибекова и позже) рассматриваются как структуры, состоящие из тетрахордов. В мажорно-минорной тональности тетрахорд — составная часть октавных ладов.

## Исторический очерк
В античной теории музыки (в трудах Аристоксена, Птолемея, Боэция и других) тетрахордом считался сегмент Полной системы, ограниченный гестотами (неподвижными ступенями). Например, четыре звукоступени между месой и гипатой средних — тетрахорд, а четыре звукоступени между лиханой средних и лиханой низших тетрахордом не назывались. По этой причине термины «роды мелоса» и «роды тетрахорда» («тетрахордные роды») в античности — синонимы.
Начиная со Средних веков в Европе термин «тетрахорд» (лат. tetrachordum, quadrichordum) (наряду с воспроизведением античного его значения) стали относить к любому четырёхступенному звукоряду (по умолчанию, без дополнительных уточнений) диатонического рода, ограниченному квартой. В таком употреблении термин «тетрахорд» фактически стал синонимом вида кварты.

## Другие значения термина

### В музыкально-теоретических концепцияхНовейшего времени
Начиная с XX века в литературе встречается применение термина «тетрахорд» в отношении любых четырёхступенных систем. В частности, в русскоязычном этномузыковедении сложилась практика обозначения амбитуса (звукоряда в диапазоне обрамляющего интервала) языковыми конструкциями типа «тетрахорд в сексте», «тетрахорд в квинте» и т. п. (в общем виде — полихорд в объёме интервала).
В англоязычном музыковедении термин tetrachord в рамках так называемой Теории звуковысотных множеств (англ. pitch-class set theory) обозначает (наряду с термином tetrad) множества из четырёх звуков (см. также Высотный класс).

### В инструментоведении
Термином «тетрахорд» Марциан Капелла называет (De nupt. IX, 910) четырёхструнный музыкальный инструмент, разновидность лиры; он, возможно, аналогичен четырёхструнному инструменту скиндапсу (др.-греч. σκινδαψός), который описывает Афиней (Deipn. IV, 183).